# Christopher Dodd
Christopher John Dodd (født 27. maj 1944 i Willimantic i Connecticut i USA) er en amerikansk politiker. Han har været senator fra Connecticut fra 1981 til 2011. Dodd erklærede den 11. januar 2007 sit kandidatur til præsidentvalget i 2008. Han tilhører Demokraterne. 
Christopher Dodd kommer fra irsk-amerikansk baggrund og er katolik. Hans forældre var senator Thomas Joseph Dodd og Grace Murphy Dodd. Hans bror, Thomas J. Dodd jr., er emeriteret professor fra School of Foreign Service ved Georgetown University, og har været amerikansk ambassadør til Uruguay og Costa Rica under præsident Bill Clinton.